# Ольмедо, Сесар
Сесар Рамон Ольмедо Алькарас (исп. César Ramón Olmedo Alcaraz; род. 28 февраля 2003, Итаугуа, Сентраль) — парагвайский футболист, защитник клуба «Олимпия» из Асунсьона.

## Клубная карьера
Ольмедо — воспитанник клуба «Олимпия». 21 октября 2023 года в матче против «Спортиво Триниденсе» он дебютировал в парагвайской Примере.

## Международная карьера
В 2023 году в составе молодёжной сборной Парагвая Ольмедо принял участие в молодёжном чемпионате Южной Америки в Колумбии. На турнире он сыграл в матчах против сборных Аргентины, Перу, Венесуэлы, Уругвая, Эквадора, Колумбии и Бразилии.